# Athletic Club de Boulogne-Billancourt (Eishockey)
Die Eishockeyabteilung des französischen Sportvereins Athletic Club de Boulogne-Billancourt aus Boulogne-Billancourt wurde 1952 gegründet. Derzeit spielt sie in der viertklassigen Division 3.   

## Geschichte
Die Eishockeyabteilung des Athletic Club de Boulogne-Billancourt wurde 1952 gegründet. Rasch entwickelte sich der ACBB zu einem der erfolgreichsten Eishockeyteams Frankreichs. Den französischen Meistertitel konnte die Mannschaft in den Jahren 1957, 1960 und 1962 gewinnen. Zudem wurde sie in den Jahren 1958, 1959, 1961, 1963, 1964, 1965 und 1966 Vizemeister. Auch international war das Team erfolgreich und gewann in den Jahren 1959, 1960 und 1961 drei Mal in Folge den renommierten Spengler Cup in der Schweiz. 
Im Anschluss an die Saison 1970/71 musste sich die Mannschaft aus der höchsten französischen Spielklasse zurückziehen und konnte in der Folgezeit nicht mehr an die Erfolge aus den 1950er und 1960er Jahren anknüpfen. In der Saison 2011/12 spielt die Herrenmannschaft des ACBB in der viertklassigen Division 3. 